# Eousdryosaurus nanohallucis
Eousdryosaurus nanohallucis es la única especie conocida del género extinto Eousdryosaurus ("Dryosaurus del este") de dinosaurio ornitópodo driosáurido que vivió a finales del período jurásico, hace aproximadamente 152 millones de años en lo que es hoy Europa.

## Descripción
El único individuo conocido de Eousdryosaurus era un driosáurido pequeño, estimándose su longitud en 1,6 m, comparable a los individuos inmaduros de Dryosaurus y Dysalotosaurus. El fémur derecho mide 188,5 mm y la tibia izquierda mide 200 mm de largo. Los descriptores lograron establecer algunos rasgos distintivos. Algunos de ellos eran autopomorfismos, propiedades derivadas únicas. Las puntas del cuerpo de las vértebras de la cola delantera tienen una pequeña protuberancia en forma de tubérculo en su borde frontal. En el borde inferior de la parte posterior del ilion hay un surco extremadamente ancho para la unión de Musculus caudofemoralis brevis que se dirige hacia abajo y hacia adentro. La pierna que salta tiene una proyección triangular llamativa en la parte posterior interna que cubre la parte delantera. El hueso del talón tiene una proyección hacia arriba fuertemente desarrollada con un borde superior redondeado. El interior del tobillo inferior está formado por una fusión del primer y segundo tarso inferior, dejando visible la costura de la pierna. En el quinto hueso metatarsiano, el plano hacia el punto inferior se interrumpe en el centro del eje por una elevación brusca. La fórmula para las uñas de los pies es 1-3-4-5-0, con la garra del primer dedo extremadamente reducida, aplanada verticalmente, alargada y puntiaguda.
Además, hay una combinación única de características no únicas. En el fémur, el trocánter menor y el trocánter mayor está separado por una profunda garganta. Las partes superiores del trocánter menor y el trocánter mayor están a la misma altura. En la parte posterior del fémur se encuentra la rugosidad para la unión del tendón del musculus caudofemoralis longus separado del cuarto trocánter. El surco anterior entre los huesos de la articulación inferior del fémur es ancho y poco profundo. La faceta de contacto en el hueso del talón para el hueso de la pantorrilla está a la misma altura que el engrosamiento inferior externo de la tibia. En el tercer metatarsiano falta una muesca en la esquina entre la superficie posterior y la superficie lateral exterior. La superficie superior del cuarto metatarsiano no tiene ángulos claros hacia delante o hacia atrás en el interior. La superficie superior de la primera pierna del segundo dedo del pie no se extiende en una protuberancia dirigida hacia adentro y hacia abajo. Tal proyección está, sin embargo, en la superficie superior de la primera pierna del cuarto dedo del pie.
Una gran fosa para el acoplamiento del Musculus caudofemoralis brevis también se produce en Dryosaurus pero está más orientada verticalmente. La fórmula de las patas de los dedos es 1-3-4-5-0 como con más euornitópodos derivados. Este sería un caso de evolución paralela. Una pata del dedo del pie se perdió así desde el primer dedo del pie. La platija restante es muy pequeña, no más que una punta de hueso sin forma. Además, el primer hueso metatarsiano es rudimentario, con solo un cuarto de la longitud del segundo hueso metatarsiano.

## Descubrimiento e investigación
En 1999, en Porto das Barcas, Lourinhã, un paleontólogo aficionado, encontró el esqueleto de un pequeño euornitópodo. Este fue descrito provisionalmente en 2000 y apodado "Manuelino". Eousdryosaurus está basado en el holotipo SHN(JJS)-170, alojado en la Sociedade de Historia Natural en Torres Vedras, Portugal. Este espécimen articulado y bien preservado incluye una vértebra del sacro y la octava vértebra de la parte proximal de la cola, sus cheurones, el ilion izquierdo, toda la pata izquierda, y el fémur derecho. Estos huesos fueron descubiertos en una arenisca de finales del Kimmeridgiense (Jurásico Superior, hace aproximadamente 152 millones de años) del Miembro Praia da Amoreira-Porto Novo de la formación Alcobaça en Porto das Barcas, Lourinhã, Portugal. El nombre del género es una referencia a que Eousdryosaurus era un pariente de Dryosaurus que vivía del lado este del océano Atlántico. La especie tipo y única descrita es E. nanohallucis, que significa "hallux pequeño", en referencia al pequeño tamaño del primer dedo del pie. Eousdryosaurus fue nombrado en 2014 por Fernando Escaso y colaboradores, tras haber sido descrito brevemente en 2000.

## Clasificación
Escaso et al. realizaron un análisis filogenético y encontraron que Eousdryosaurus era un miembro basal de dryosauridae, un tipo de pequeño dinosaurio herbívoro bípedo cercano a la base de Iguanodontia. Se diferencia de otros driosáuridos por varios detalles de las vértebras, caderas, y las extremidades posteriores. El pie es único entre los ornitópodos ya que su primer dígito o hallux solo incluye una única falange, muchos ornitópodos basales tenían dos falanges, y los ornitópodos más avanzados, incluyendo a los hadrosáuridos perdieron ese dígito.
Una característica típica de los driosáuridos es la alta colocación del cuarto trocánter, cuya protuberancia en el fémur se separa claramente de la rugosidad para la adherencia del Musculus caudofemoralis longus, el músculo retractor de la cola, que se encuentra en el interior del fémur. Un análisis cladístico no determinó con precisión la posición precisa de Eousdryosaurus, forma un "peine" o politomía con Callovosaurus, Dryosaurus y Kangnasaurus en la base de Dryosauridae, las especies más derivadas forman un clado que incluye Dysalotosaurus , Valdosaurus y Elrhazosaurus.